# Francesco Vescovi
Francesco Vescovi, né le 10 octobre 1964, à Varèse, en Italie, est un joueur, entraîneur et dirigeant italien de basket-ball. Il évolue durant sa carrière au poste d'ailier. Il est actuellement président et manager général du Pallacanestro Varese.

## Palmarès
- Champion d'Italie 1999
- Supercoupe d'Italie 1999